# Myrcia rubella
Myrcia rubella är en myrtenväxtart som beskrevs av Jacques Cambessèdes. Myrcia rubella ingår i släktet Myrcia och familjen myrtenväxter. Inga underarter finns listade i Catalogue of Life.